# Zespół Negocjacyjny w sprawie Negocjacji o Członkostwo Rzeczypospolitej Polskiej w Unii Europejskiej
Zespół Negocjacyjny w sprawie Negocjacji o Członkostwo Rzeczypospolitej Polskiej w Unii Europejskiej – został powołany na mocy Zarządzenia Prezesa Rady Ministrów z dnia 27 marca 1998 r. Celem, dla którego utworzono Zespół, było opracowanie i realizacja strategii negocjacyjnej w procesie negocjacji o członkostwo Polski w Unii Europejskiej.
W skład zespołu wchodziło 18 członków – negocjatorów. Byli nimi Pełnomocnik Rządu ds. Negocjacji o Członkostwo Polski w Unii Europejskiej, a także przedstawiciele kluczowych resortów, w randze sekretarzy lub podsekretarzy stanu, mianowani imiennie przez Prezesa Rady Ministrów. Pierwszym Pełnomocnikiem Rządu i jednocześnie głównym negocjatorem został Jan Kułakowski, natomiast w 2001 roku zastąpił go Jan Truszczyński. Do pomocy Zespołowi Negocjacyjnemu powołano Międzyresortowy Zespół ds. Przygotowania Negocjacji Akcesyjnych składający się z 38 podzespołów tematycznych złożonych z ekspertów poszczególnych resortów w randze podsekretarzy i sekretarzy stanu oraz prezesów odpowiednich urzędów (np. Główny Urząd Ceł). Podzespoły odpowiedzialne były za przygotowanie konkretnych stanowisk negocjacyjnych dla Zespołu Negocjacyjnego.